# La Frontera (kommunhuvudort)
La Frontera är en kommunhuvudort i Spanien.   Den ligger i provinsen Provincia de Cuenca och regionen Kastilien-La Mancha, i den centrala delen av landet, 130 km öster om huvudstaden Madrid. La Frontera ligger 977 meter över havet och antalet invånare är 204.
Terrängen runt La Frontera är kuperad åt nordväst, men åt sydost är den platt. Runt La Frontera är det mycket glesbefolkat, med 3 invånare per kvadratkilometer. Närmaste större samhälle är Cañamares, 5,9 km norr om La Frontera. 